# Aspidiotus furcraeicola
Aspidiotus furcraeicola är en insektsart som beskrevs av Karl Hermann Leonhard Lindinger 1910. Aspidiotus furcraeicola ingår i släktet Aspidiotus och familjen pansarsköldlöss.
Artens utbredningsområde är Tanzania. Inga underarter finns listade i Catalogue of Life.